# Comuna Karpîlivka, Sarnî
Karpîlivka (în ucraineană Карпилівка) este o comună în raionul Sarnî, regiunea Rivne, Ucraina, formată din satele Karpîlivka (reședința) și Rudnea-Karpîlivska.

## Demografie
Componența lingvistică a comunei Karpîlivka
     Ucraineană (99,61%)
     Alte limbi (0,36%)
Conform recensământului din 2001, majoritatea populației comunei Karpîlivka era vorbitoare de ucraineană (99,61%), existând în minoritate și vorbitori de alte limbi.